# Joseph Lindley
Joseph Lindley, auch Joseph Linly (* 3. November 1756 in Heath bei Wakefield, Yorkshire; † 1808) war ein britischer Astronom, Kartograf und Kaufmann.

## Leben

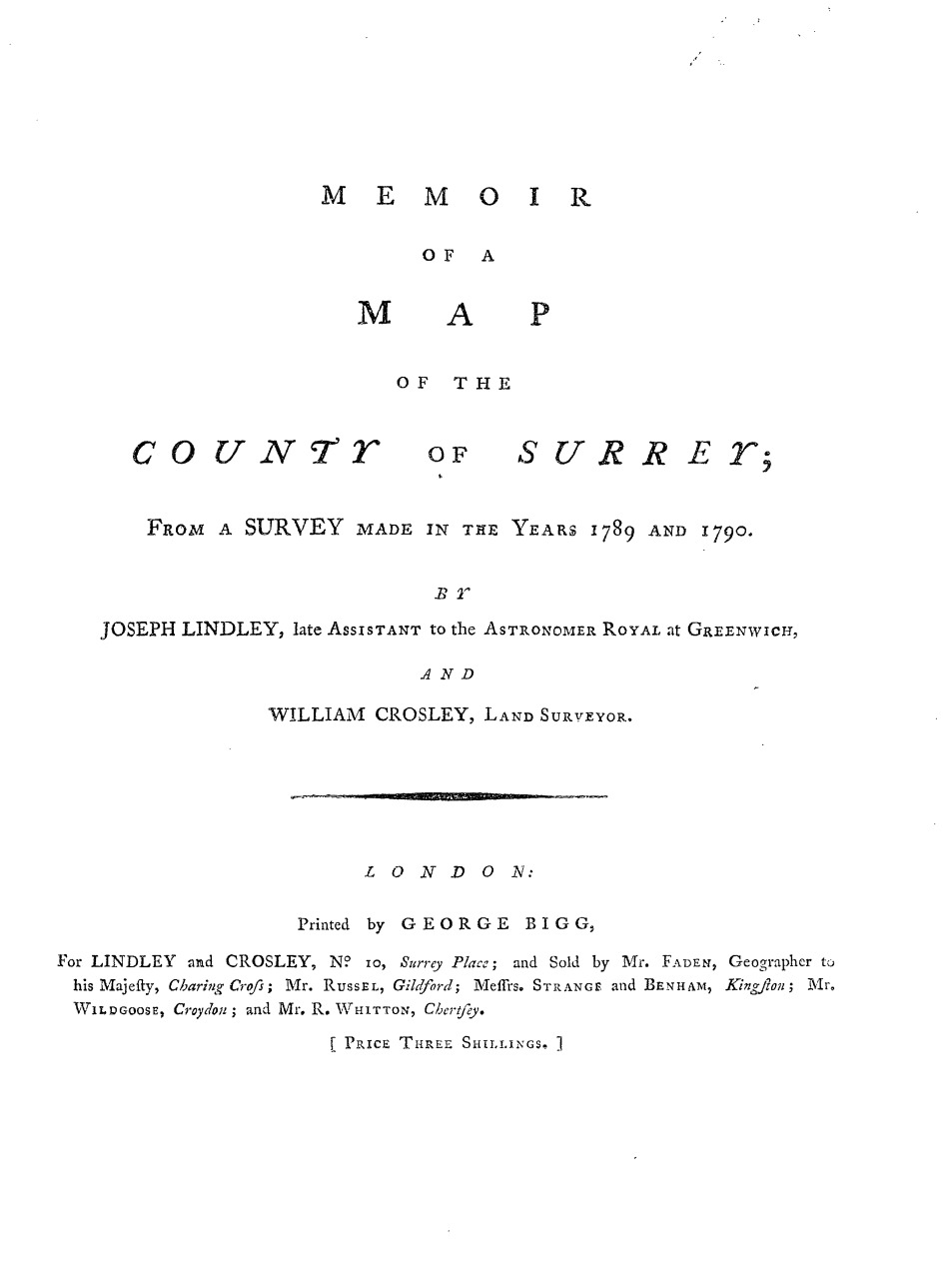
Memoir of a map of the county of Surrey (1793)

Aufgewachsen in einem 1,5 Meilen östlich von Wakefield gelegenen Village of the Mansions, mit seiner gesunden Luft und der 1740–1754 vom Astronom John Gargrave zusammen mit Thomas Randall und seinem Sohn John sowie dem Schoolmaster John Arden (1721–1792) betriebenen York Academy for Gentlemen, machte Joseph Linley sich auf nach London, wo er eine Lehre bei der 1766 gegründeten Prescott’s Bank absolvierte.
Prescott erkannte sein Talent und vermittelte ihn als Assistenten an Nevil Maskelyne, worauf er vom 30. Juli 1781 bis 29. September 1786 als Astronom an der Sternwarte zu Greenwich arbeitete. In der Zeit prüfte er auch Thomas Mudges Zeitnehmer „Blue (1777) and Green (1779)“ im Auftrag des Board of Longitude, für das er später (um 1795) auch „Wain’s Horizon“ testete. Für William Roy (1726–1790) reiste er mit Chronometern zur Längenbestimmung und Triangulation zum Observatorium in Paris.
Mit Roys Partner William Crosley arbeitete er dann 1789–1790 an Karten, die Vorläufer der Ordnance Survey Maps wurden.
Der Maler John Russell fertigte ein Pastell-Porträt von ihm.
Im Weiteren war er in ganz Britannien tätig. Als Kaufmann in London arbeitete er mit dem Bruder seiner Frau Anna, Friedrich Christian „Fred“ Zimmermann, zusammen, der wiederum mit Justus Rupertis Schwester Caroline Ruperti verheiratet war. Ruperti kümmerte sich später um die berufliche Ausbildung des Halbwaisen William Lindley.

### Familie
Mit seiner ersten Frau, Anna Zimmermann († 1797 im Kindbett) hatte er zwei früh verstorbene Töchter: Ann (1795–1805) und Elisabeth (1796–1807).

Im Jahre 1800 heiratete Joseph in zweiter Ehe Catherine Searles (1772–1845), die Tochter des Londoner Architekten und Baumeisters Michael Searles. Das Paar hatte vier Kinder: Catherine (1802–84), Caroline (1804–1891), Joseph (1806–1885) und William (1808–1900). William und dessen Sohn William Heerlein Lindley wurden später erfolgreiche Ingenieure.